# Gouvernement Slaheddine Baccouche II
Ne doit pas être confondu avec Gouvernement Slaheddine Baccouche I.
Protectorat français de Tunisie
Chenik II Mzali
Le second gouvernement Slaheddine Baccouche est un gouvernement tunisien imposé par la force par le résident général de France Jean de Hauteclocque après l'arrestation de tous les ministres du gouvernement Chenik. Il est le symbole de l'impasse dans laquelle se trouve le protectorat français de Tunisie, tiraillé entre le désir d'indépendance du peuple tunisien et les vaines tentatives du gouvernement français pour préserver les avantages de la population française de Tunisie.

## Contexte
Le 26 mars 1952, M'hamed Chenik, Mahmoud El Materi, Mohamed Salah Mzali et Mohamed Ben Salem sont arrêtés et internés à Kébili. De Hauteclocque leur reproche leur indocilité, leur requête auprès de l'Organisation des Nations unies (ONU) et leur refus de négocier sur la prorogation du Grand Conseil ou sur la réforme municipale. Le 28 mars, Lamine Bey, privé de tout soutien, signe le décret nommant Slaheddine Baccouche comme grand vizir.
Malgré les communiqués optimistes de la résidence générale qui annonce à de multiples reprises la formation imminente du gouvernement, sa composition n'est connue qu'au bout de treize jours de tractations, ce qui fait dire à Hervé Alphand : « croyez-vous qu'il va bientôt baccoucher ? ». Les négociations en cours à l'ONU expliquent également le peu d'empressement des candidats à accepter les postes proposés. En effet, depuis le 2 avril, les représentants des pays arabo-asiatiques tentent d'inscrire la question tunisienne à l'ordre du jour du Conseil de sécurité mais leur proposition est mise en minorité le 10 avril. Dès le lendemain, Baccouche peut annoncer la formation de son gouvernement.
Hédi Nouira, membre du Néo-Destour et considéré comme un nationaliste modéré, est contacté ; son refus lui vaut d'être arrêté et interné. Beaucoup d'autres refusent, on se rabat donc sur des hommes peu suspects de nationalisme.

## Composition
Le nouveau gouvernement est formé des personnalités suivantes, :
- Slaheddine Baccouche : grand vizir ;
- Taïeb Belkhiria : ministre d'État ;
- Mohamed Dinguizli : ministre du Travail ;
- Abdelaziz Menchari : ministre de l'Agriculture ;
- M'hamed Gachem : ministre de la Santé ;
- Hédi Ben Raïs : ministre du Commerce ;
- Sadok Djaziri : ministre de la Justice.

Les sept ministres français du gouvernement précédent sont reconduits dans leurs fonctions :
- Raymond Pons puis Georges Dupoizat à partir du 19 mars 1953 : secrétaire général ;
- Louis Cartry : secrétaire général adjoint ;
- Gérard Blachère : commissaire au Relogement et à la Reconstruction ;
- Jean-Gaston Fraissé : directeur des finances ;
- Jean Mathieu : directeur des travaux publics ;
- Jean Dèze puis André Blanchard à partir du 19 mars 1953 : directeur des PTT ;
- Lucien Paye : directeur de l'instruction publique et des beaux-arts.

Le ministère de la Défense du territoire est assumé par Pierre Garbay, qui est en même temps commandant suprême des troupes.

## Actions du gouvernement

### Préparation des réformes
Dès le départ, les conditions de la nomination de ce gouvernement lui retirent toute légitimité. Lamine Bey précise même le 22 juillet au président de la République française Vincent Auriol qu'il n'a octroyé « aucune délégation à l'actuel Premier Ministre, encore moins au Conseil des Ministres, aux attributions strictement administratives ». On est loin de la confiance que le monarque avait toujours témoignée à M'hamed Chenik.
L'épreuve de force déclenchée par le résident général embrase la Tunisie : les manifestations et les sabotages se succèdent. Lamine Bey refuse tout appel au calme tant que les milliers de Tunisiens internés n'ont pas été libérés. Afin de faire pression sur lui, sa fille, la princesse Zakia, est arrêtée le 29 avril et accusée d'avoir monté une organisation de sabotage avec son amie Rafia Bornaz. On interdit même à son médecin, le docteur Mohamed Ben Salem (qui est aussi son gendre), de lui rendre visite alors que son affection pulmonaire s'aggrave.
Le 7 juin, un individu nommé Mohamed Achouri, de l'entourage d'Essadok Bey, pris de remords, remet au médecin du palais, Abderrahmen Mami, le sachet de poison qu'il était chargé de donner à la cuisinière. Interrogé par les proches du bey, il met en cause le chef de cabinet de la résidence, Jacques Grellet, et un certain Jacobson. Malgré la plainte déposée au commissariat, Achouri disparaît et la plainte est enterrée,, ce qui n'empêche pas le résident général d'insister pour que Lamine Bey assiste à ses côtés à la revue du 14 juillet. Devant son refus, il invite le bey du camp, Azzedine Bey, un « simple d'esprit ».
Quant au gouvernement français, il réalise rapidement que la note du 15 décembre 1951, qui a tout déclenché, était une lourde erreur, que la thèse de la co-souveraineté doit être abandonnée et qu'il faut revenir à l'objectif d'autonomie interne.
En l'absence d'un gouvernement de négociations tel que l'avait été le gouvernement Chenik, les réformes sont préparées à Paris malgré l'opposition des délégués du Rassemblement français de Tunisie et de leurs alliés à l'Assemblée nationale française qui considèrent qu'il faut s'en tenir à la note du 15 décembre. Même Slaheddine Baccouche tient à préciser le 26 juillet que « le gouvernement tunisien n'a pas eu à discuter, encore moins à négocier, les principes et le fond des réformes car c'est au Bey seul qu'appartient la décision ». Le projet, enfin remis au palais beylical le 28 juillet, comprend :
- la suppression de l'assentiment du résident général sur les décrets du gouvernement tunisien ;
- la nomination de conseillers tunisiens auprès des directeurs français ;
- l'institution d'un conseil législatif de trente membres tunisiens chargé de donner son avis sur les textes qui lui seraient soumis par le bey ;
- la création d'un conseil financier chargé d'examiner le budget, où Tunisiens et Français siègeraient en nombre égal ;
- la création d'un Tribunal administratif composé d'un conseiller d'État français comme président, de quatre juges tunisiens et de quatre juges français ;
- l'accès à la fonction publique réservé aux Tunisiens, à l'exception de certains postes de très hauts niveaux[13].

### Assemblée des Quarante

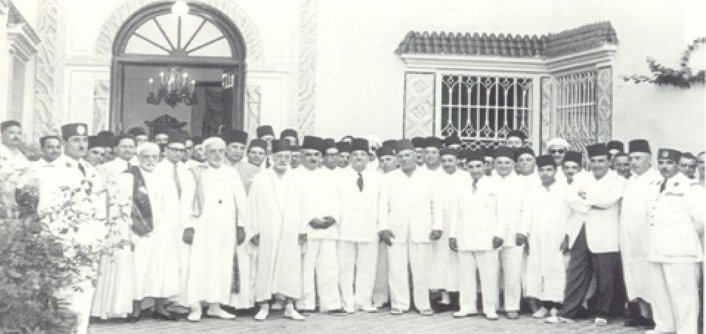
Assemblée des Quarante autour de Lamine Bey

Malgré l'insistance de Jean de Hauteclocque, Lamine Bey refuse de signer et lui précise qu'il lui donnera sa réponse d'ici deux ou trois mois. Le 1er août, il réunit à Carthage quarante personnalités tunisiennes de toutes opinions politiques pour connaître leur avis sur le projet de réformes parmi lesquelles, :
- Mohamed Abdelaziz Djaït, Cheikh El Islam malékite ;
- Mohamed Abbas, Cheikh El Islam hanéfite ;
- Aziz Djellouli, membre du Néo-Destour ;
- Sadok Mokaddem, membre du Néo-Destour ;
- Salah Farhat, avocat, membre du Destour ;
- Moncef Mestiri, journaliste, membre du Destour ;
- Chadli Khalladi, avocat, membre du Destour ;
- Tahar Ben Ammar, président de la chambre d'agriculture tunisienne et président de la section tunisienne du Grand Conseil ;
- Abdelhamid El Bergaoui, représentant la chambre d'agriculture tunisienne ;
- Mahmoud Zerzeri, président de la chambre de commerce tunisienne ;
- Farhat Hached, leader et syndicaliste, secrétaire général de l'Union générale tunisienne du travail ;
- Abdesselem Achour, représentant l'Union tunisienne de l'artisanat et du commerce ;
- Mohamed Bel Hadj, représentant l'Union générale des agriculteurs tunisiens ;
- Abdallah Farhat, représentant de la Fédération nationale des postes tunisiennes ;
- Mahmoud Khiari, président de la Fédération générale des fonctionnaires tunisiens ;
- Chedly Raïm, militant socialiste et syndicaliste indépendant de la région de Béja ;
- Habib Chatti, rédacteur en chef du journal Assabah ;
- Chedly Kastalli, directeur du journal modéré An-Nahdha ;
- Mohamed Ben Romdane, membre du Grand Conseil ;
- Mustapha Belochi, représentant de Souk El Khemis au Grand Conseil ;
- Abdelaziz Chabbi, bâtonnier des avocats tunisiens ;
- Fathi Zouhir, avocat ;
- Tahar Lakhdar, avocat ;
- Taïeb El Miladi, avocat ;
- Abderrahman Abdennebi, avocat ;
- Azzedine Chérif, avocat ;
- Salah Aouidj, docteur ;
- Sadok Boussofara, docteur ;
- Salah Azaïz, chirurgien en chef de l'hôpital Sadiki ;
- El Hadi Ben Brahim Er Raïs, oculiste ;
- Sadok Ben Yahmed, pharmacien ;
- Abderrahmane El Djaziri, pharmacien ;
- Abdesselam Khaled, docteur ;
- Sadok Ben Yahmed, pharmacien ;
- Habib Majoul ;
- Albert Bessis, bâtonnier des avocats devant les tribunaux français, membre du Grand Conseil et représentant de la communauté israélite ;
- Charles Haddad de Paz, président de la communauté israélite.

Lamine Bey leur précise alors ce qu'il attend d'eux : 
« Je vous demande de bien réfléchir et de me répondre par écrit dans un bref délai. Je vous rappelle que Nous avons formulé dans Notre discours du trône du 15 mai 1951, et dans le mémoire du gouvernement tunisien du 31 octobre de la même année, des propositions fondamentales. Jugez-vous que celles-ci y sont conformes ? »
Au bout d'un mois de débats et de consultations auprès de diverses catégories sociales et politiques, l'assemblée des Quarante conclut au rejet des réformes jugées insuffisantes au regard des aspirations tunisiennes. Le 9 septembre, le bey remet au résident général une lettre à l'attention de Vincent Auriol, lui annonçant son refus de signer le projet de réformes.

### Assassinat de Farhat Hached
C'est l'impasse totale : la situation sécuritaire du pays se dégrade de plus en plus et les attentats se succèdent. En réaction, une organisation contre-terroriste, la Main rouge, prend pour cible des nationalistes. Le 5 décembre, ils assassinent Farhat Hached. Loin de rechercher les meurtriers, la police procède à l'éloignement de Mahmoud Messadi qui avait pris la succession du syndicaliste assassiné.

### Votes à l'ONU
En l'absence d'avancées politiques, on espère que l'examen auprès de l'ONU de la situation en Tunisie exercera une pression sur le gouvernement français. Le 17 décembre 1952, l'Assemblée générale des Nations unies vote par 44 voix (y compris les États-Unis) contre trois et huit abstentions la résolution latino-américaine 611 exprimant « l'espoir que les parties poursuivront sans retard leurs négociations en vue de l'accession des Tunisiens à la capacité de s'administrer eux-mêmes ». Le soutien de nombreux pays est déjà une grande victoire diplomatique pour un pays avide de se débarrasser de la tutelle française. La résolution onusienne ajoute par ailleurs une pression supplémentaire sur le gouvernement français, contraint de prendre en compte cette surveillance internationale. La nécessité de réformes substantielles n'en devient donc que plus cruciale.
Devant le blocage de la situation politique en Tunisie, un deuxième vote a lieu le 26 octobre 1953 devant la première commission de l'Assemblée générale. La résolution A/2530, approuvée par 29 voix favorables contre 22 et cinq abstentions, recommande que « toutes les mesures nécessaires soient prises afin de garantir la réalisation par le peuple tunisien de son droit à la souveraineté et à l'indépendance ». Le 11 novembre 1953, le vote de la résolution devant l'Assemblée plénière obtient une majorité de 38 voix contre 18 et dix abstentions. La majorité des deux-tiers qui nécessitait quarante voix favorables n'étant pas atteinte, la résolution est repoussée. L'évolution des injonctions de l'ONU de l'autonomie interne vers l'indépendance est en soi un succès diplomatique mais le rejet final de la résolution montre aux Tunisiens qu'ils ne peuvent compter sur personne d'autre qu'eux-mêmes pour recouvrer leur souveraineté.

### Réforme municipale
Jean de Hauteclocque ne renonce pas à faire signer son programme de réformes par Lamine Bey. Depuis septembre 1952, il fait pression sur le bey pour que celui-ci le signe. En l'absence de ses amis nationalistes emprisonnés ou exilés, seul Farhat Hached l'aidait encore à résister en lui rendant visite tous les jours. Une fois le leader syndicaliste éliminé, le résident général fait éloigner les autres proches du monarque : Mohamed Salah Mzali est ainsi fermement prié de quitter Tunis pour Monastir. Quand il tente d'appeler son souverain, il se rend bien vite compte que le palais est isolé : toutes les liaisons téléphoniques ont été coupées. Privé de ses soutiens, affaibli par la sub-occlusion qui s'est déclenché à l'annonce du meurtre de Farhat Hached, le vieil homme cède et, le 20 décembre 1952, signe deux décrets de réformes relatifs aux conseils de caïdats et aux municipalités.
Pour le résident général, c'est une grande victoire : cela fait plus de deux ans que les gouvernements tunisiens refusent de signer cette réforme des municipalités qui doit modifier de fond en comble la désignation des membres des conseils municipaux. En effet, depuis la création des communes aux débuts du protectorat, les conseils municipaux sont choisis par les contrôleurs civils parmi les notables locaux, tunisiens et européens. Depuis 1945, Tunis est la seule commune à bénéficier d'élections municipales où Français et Tunisiens votent pour choisir les représentants de leur nationalité.
La réforme municipale du 20 décembre étend à toutes les communes de Tunisie ce mode de désignation par élections mais, les Français étant largement minoritaires dans le pays, il est instauré un nombre minimal de conseillers français dans les communes à forte présence européenne pour préserver leurs intérêts. Ainsi, sur les 64 communes que comprend la Tunisie, 39 auraient autant de conseillers municipaux français que tunisiens, onze une majorité tunisienne et quatorze ne seraient représentées que par des Tunisiens. Par rapport à la situation antérieure, où tous les conseils municipaux étaient à majorité européenne, c'est un progrès mais, pour les nationalistes qui refusent toute réforme ayant pour conséquence de répartir la souveraineté tunisienne entre les Tunisiens et les Français, c'est inacceptable. C'est pourquoi ils appellent au boycott des élections qui doivent se tenir le 3 mai 1953. Devant cette menace, les candidats tunisiens ne sont pas nombreux et seuls des proches de l'administration française osent braver le mot d'ordre du Néo-Destour, tels Hédi Ben Raïs, ministre du Commerce, M'hamed Gachem, ministre de la Santé publique, ou Hachemi Baccouche, neveu du grand vizir. Un seul nationaliste modéré, Chedly Kastalli, directeur du journal An-Nahdha, présente une liste aux élections à Tunis.
Les nationalistes lancent alors une campagne de terreur contre ceux qu'ils considèrent comme des traîtres à leur pays. Entre le 1er mars et le 31 mai, trente attentats ont lieu, au cours desquels huit candidats aux élections, hautes personnalités ou membres du service d'ordre sont tués et sept blessés. Parmi les victimes figurent le frère du ministre de la Santé (22 avril). Hédi Ben Raïs échappe de peu à la mort le 1er mai et, le 2 mai, veille des élections, Kastalli est assassiné, entraînant le retrait de ses colistiers. Les résultats du vote sont catastrophiques pour le résident général : seize communes sur 69 n'ont pu constituer leur conseil municipal faute de candidats tunisiens. On est donc obligé de revenir aux anciennes méthodes en nommant d'office les conseillers municipaux manquants.

### Recrudescence des attentats
De Hauteclocque se venge de son échec en faisant arrêter Mohamed Masmoudi à Paris le 13 mai et Hédi Nouira à Tunis le 15 mai. Tous deux sont libérés le mois suivant sur ordre du Quai d'Orsay. Ce désaveu n'empêche pas le résident général de faire pression sur Vincent Auriol pour qu'il lui permette d'exécuter les condamnés à mort tunisiens le plus vite possible, ce que refuse avec indignation le président français. Le gouvernement français réalise enfin que la politique menée à Tunis est vouée à l'échec, d'autant que le calme n'est toujours pas revenu dans le pays avec la fin des élections.
Le 1er juillet 1953, le prince héritier Azzedine Bey est assassiné à l'intérieur même de son palais ; on lui reproche d'affaiblir la position du bey en répondant favorablement aux sollicitations du résident général. Arrêté sur place, l'assassin est jugé par un tribunal militaire, condamné à la peine de mort le 28 septembre et fusillé le 14 avril 1954. Le nouveau prince héritier est Essadok Bey, fils de Mustapha Bey, considéré comme peu favorable au Destour. Le 8 août, c'est au tour d'Ahmed Belgaroui, récemment élu au conseil municipal de Sfax, de tomber sous les balles de tueurs du Néo-Destour.
Le 2 septembre 1953, Jean de Hauteclocque est enfin rappelé à Paris, même si l'instabilité politique à Paris retarde l'arrivée de son successeur. Dans l'intervalle, le 12 septembre, Hédi Chaker, membre du comité directeur du Néo-Destour, est assassiné. Pourtant placé sous surveillance policière à Nabeul, il est enlevé chez lui par des agresseurs qui enfoncent sa porte et l'emmènent à l'écart pour l'exécuter. L'arrestation des tueurs trois ans plus tard révèle leurs liens avec la famille Belgaroui ainsi que l'implication de gendarmes français dans l'exécution du meurtre.

### Arrivée de Voizard et fin du gouvernement Baccouche
Le 26 septembre, le nouveau résident général, Pierre Voizard, arrive à Tunis,. Dès sa nomination, il s'emploie à ramener le calme, libère des prisonniers, allège la censure, supprime le couvre-feu, rétablit la liberté de circulation à l'intérieur du pays. Toutefois, les instructions qu'il a reçues de Paris lui préconisent de ne traiter qu'avec le bey et d'ignorer le Néo-Destour. Le 1er janvier 1954, 115 nationalistes détenus à Tataouine sont libérés, parmi lesquels Me Fathi Zouhir, secrétaire général de l'assemblée des Quarante, Mohammed El Mehouri, éditeur du journal Assabah, et Mongi Slim, directeur du bureau politique du Néo-Destour, mais Habib Bourguiba reste détenu sur l'île de La Galite.
Le calme est revenu en Tunisie et l'on veut tourner la page de l'ère De Hauteclocque, personnalisée par un grand vizir imposé par la force. Dès le 18 janvier, Lamine Bey demande à Mohamed Salah Mzali de procéder à des consultations. Le 26 janvier, en visite à Paris, Voizard déclare : « Ce qu'il faut bien appeler un train de réformes politiques verra le jour avant la fin de l'année ». Le 1er mars, le général El Aïd fait à Baccouche, de la part du bey, une communication analogue à celle qu'avait reçue Mustapha Kaak le 16 août 1950 : la mission de son gouvernement est terminée.

## Héritage
Le 17 août 1957 est promulguée une loi concernant les biens mal acquis. Afin qu'il ne subsiste aucun doute sur les buts visés, le rédacteur précise que seuls sont concernés « les profits réalisés avant la publication de la présente loi », et spécialement « les opérations faites directement ou indirectement par les membres des ministères Baccouche et Mzali ». L'enquête minutieuse conclut à un non-lieu le 31 mars 1958.

Ce n'est que partie remise : le 3 décembre 1957, une autre loi relative à l'indignité nationale avait été promulguée et stipulait : 
« Est coupable d'indignité nationale et frappé de la peine criminelle prévue à l'article 4 (privation des droits civiques, renvois des emplois publics, interdiction d'enseigner, etc.) tout Tunisien qui aura sciemment, entre le 18 janvier 1952 et le 31 juillet 1954, entravé ou tenté d'entraver la lutte pour l'indépendance de la Tunisie.

L'indignité nationale est constituée par le fait d'avoir sciemment apporté, durant cette période, une aide directe ou indirecte aux autorités du Protectorat ou aux pseudo-gouvernements ayant exercé leur autorité en Tunisie.

La durée de la dégradation nationale est fixée par l'arrêt de la Haute Cour de Justice »
Contrairement à la loi sur les biens mal acquis, les ministères ne sont pas nommés mais les dates ne laissent place à aucun doute.
Le 24 juin 1958, tous les membres des ministères Baccouche et Mzali sont arrêtés. Déférés devant la Haute Cour en février 1959, ils sont condamnés à la prison, à l'indignité nationale et à la confiscation de leurs biens. Hédi Ben Raïs est quant à lui condamné à mort.
Le 12 novembre 1959, peu après l'élection triomphale de Habib Bourguiba à la présidence de la République, tous les ministres bénéficient d'une mesure de liberté conditionnelle, mesure de clémence intervenant trop tard pour Mohamed Dinguizli et Taïeb Belkhiria morts pendant leur détention. Il faut attendre la loi d'amnistie du 24 mai 1966 pour que les ministres survivants voient leur condamnation effacée.